# Петропавловка (Петропавловський район)
Петропавловка  (рос. Петропавловка) — село у Петропавловському районі Воронезької області Російської Федерації.
Населення становить 5250  осіб. Входить до складу муніципального утворення Петропавловське сільське поселення.

## Історія
Як поселення Петропавловка заснована у 1730-х роках козаками Острогозького полку та вихідцями з Харківської губернії. Вона називалася слободою служивих козаків. У 1745 році у селі побудована церква на честь святих апостолів Петра і Павла, що стало причиною такої назви села.
Населений пункт розташований у межах суцільної української етнічної території, частини Східної Слобожанщини. До Перших визвольних змагань належав до Воронезької губернії. Нині населення переважно зросійщене.
Згідно із законом від 15 жовтня 2004 року входить до складу муніципального утворення Петропавловське сільське поселення.

## Населення
| 1745  | 1865  | 1900  | 1926  | 1959  | 1970  | 1979  |
| ----- | ----- | ----- | ----- | ----- | ----- | ----- |
| 2206  | ↗4630 | ↗4887 | ↘4370 | ↘3670 | ↗4201 | ↗4932 |
| 1989  | 2002  | 2006  | 2010  |       |       |       |
| ↗5726 | ↘5546 | ↗5878 | ↘5250 |       |       |       |